# Eucithara lamellata
Eucithara lamellata é uma espécie de gastrópode do gênero Eucithara, pertencente à família Mangeliidae.